# Округ Аренак (Мичиген)
Аренак (енгл. Arenac County) је округ у америчкој савезној држави Мичиген.

## Демографија
По попису из 2010. године број становника је 15.899, што је 1.37 (-7,9%) становника мање него 2000. године.
| Група             | 2000.          | 2010.          |
| Белци             | 16.298 (94,4%) | 15.231 (95,8%) |
| Афроамериканци    | 315 (1,8%)     | 29 (0,2%)      |
| Азијати           | 50 (0,3%)      | 29 (0,2%)      |
| Хиспаноамериканци | 238 (1,4%)     | 225 (1,4%)     |
| Укупно            | 17.269         | 15.899         |